# Соломино (Курская область)
Соло́мино — упразднённая деревня в Фатежском районе Курской области. В советское время была разделена на хутора Амелин, Волна Революции и Костина, которые в настоящее время входят в состав Большежировского сельсовета. Несмотря на административное разделение, название Соломино всё ещё используется местными жителями для обозначения группы вышеуказанных хуторов.

## География
Расположена на юге Фатежского района на реке Грязная Рудка, притоке реки Усожа. Хутора́ бывшей деревни Соломино являются самыми южными населёнными пунктами Фатежского района.

## Этимология
По легенде, деревня получила название в честь Соломонии Сабуровой — первой жены Василия III и матери Кудеяра, у которого здесь находился основной лагерь. Кудеяр якобы специально выбирал место для своей шайки — в глухом массиве, подальше от посторонних глаз. Среди местных жителей ходит легенда о золотой карете, которую разбойники затопили в озере неподалёку.

## История
Упоминается с середины XVI века. Первыми поселенцами были однодворцы Костины и Амелины. Часть деревни, расположенная к западу от Пиехина (колхозного) сада (хутора Амелина, Загородчина, Малая Амелина (Волна Революции) и Побочина) была заселена преимущественно Амелиными, к востоку (хутора Новосёловки, Шалатоновка и Костина) — Костиными. В XVII—XVIII веках Соломино входило в состав Курицкого стана Курского уезда. Население деревни было приписано к приходу православного храма села Никольское (ныне Октябрьского района), который до 1771 года был освящён в честь Николая Чудотворца, а затем — в честь Введения во храм Пресвятой Богородицы. С 1779 по 1924 год деревня находилась в составе Фатежского уезда.
По данным 9-й ревизии 1850 года 8 душ мужского пола в Соломине принадлежали жене коллежского регистратора Прасковье Костиной. В 1861 году деревня вошла в состав Большежировской волости Фатежского уезда. В 1862 году в бывшей казённой деревне Соломино был 51 двор, проживало 376 человек (187 мужского пола и 189 женского). В 1877 году здесь было 82 двора, проживало 608 человек. К этому времени деревня была передана в Сдобниковскую волость. В 1897 году в Соломино проживало 673 человека (334 мужского пола и 339 женского), всё население исповедовало православие, а в 1905 году — 698 человек (374 мужского пола и 324 женского).
После установления советской власти деревня стала административным центром Соломинского сельсовета. В 1924 году Соломинский сельсовет был упразднён, деревня вошла в состав Сдобниковского сельсовета. С 1928 года в составе Фатежского района. В ходе коллективизации, в начале 1930-х годов, в Соломино был организован колхоз имени Кирова (председатели: Костин Н. П., Амелин Иван Иванович, Амелин Никита Петрович). В 1937 году в деревне было 124 двора. Во время Великой Отечественной войны, с октября 1941 года по февраль 1943 года, находилась в зоне немецко-фашистской оккупации. В июле 1950 года соломинский колхоз имени Кирова был присоединён к более крупной артели имени Куйбышева (центр в с. Новое Сдобниково).
В середине XX века деревню разбили на несколько хуторов — Амелин, Костина и Волна Революции (до 1917 года Малая Амелина).

## Население
| Годы      | 1862 | 1877 | 1897 | 1905 |
| --------- | ---- | ---- | ---- | ---- |
| Население | 376  | 608  | 673  | 698  |

## Уроженцы
- Серафим (Амелин) — схиархимандрит, настоятель Глинской пустыни в 1943—1958 годах; прославлен в лике преподобных.
- Н. Г. Костин — генерал-майор (1821).
- Амелин, Михаил Петрович (1896—1937) — армейский комиссар 2-го ранга (1935).